# Justiniano Borgoño

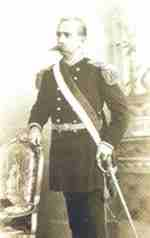
Justiniano Borgoño

Justiniano Borgoño Castañeda (* 5. September 1836 in Trujillo; † 27. Januar 1921 in Lima) war General und 1894 für ein halbes Jahr amtierender Präsident von Peru.
Er trat 1856 ins Militär ein und nahm als Offizier am Salpeterkrieg teil. 1883 wurde er bei der verlorenen Schlacht gegen die chilenischen Truppen bei Huamachuco verletzt.
Am 1. April 1894 starb Präsident Remigio Morales Bermúdez nach kurzer Krankheit. Während sich Peru in einer schweren politischen Krise befand, übertrug der Ministerrat die Amtsgeschäfte an den zweiten Vizepräsidenten (seit 1890) Borgoño. Er umging damit den demokratisch orientierten Ersten Vizepräsidenten Pedro Alejandrino del Solar, der eigentlich verfassungsgemäß die Amtsgeschäfte hätte übernehmen müssen.
Dieser löste die beiden Kammern des Parlaments auf und berief Neuwahlen ein.
Eine Allianz aus Civilistas und Demokratischer Partei einschließlich des im Exil befindlichen Nicolás de Piérola forderte demokratische und direkte Wahlen. Als Borgoño ablehnte und zudem zahlreiche lokale Verwaltungen absetzte, entschieden sich die Oppositionskandidaten gegen die Teilnahme am Wahlgang, der dann im Wesentlichen von den Parteigängern des Partido Constitucional bestritten wurde.
Neuer Präsident wurde am 10. August 1894 der Nationalheld des Salpeterkrieges, Andrés Avelino Cáceres.